# Закони Кеплера

Ілюстрація законів Кеплера.
(1) Орбіти планет є еліпсами з фокусами: F і F_{1} у першої планети та F і F_{2} у другої. Сонце перебуває у фокусі F.
(2) Два затінених сектори S і S' мають однакову площу. Відрізок, що з'єднує F з планетою, покриває S і S' за однаковий час.
(3) Часи проходження повної орбіти першою і другою планетою співвідносяться як a_{1}^{3/2} : a_{2}^{3/2}.

Зако́ни Ке́плера — три емпіричні залежності, що описують рух планет навколо Сонця. Названо на честь німецького астронома Йоганеса Кеплера, який працював над ними від 1609 до 1619 року. Ці закони покращили геліоцентричну теорію Миколая Коперника, замінивши кругові траєкторії і епіцикли еліптичними траєкторіями і пояснивши, як швидкості змінюються. Закони кажуть, що:
1. Орбітою планети є еліпс, де в одному з фокусів розташована зірка.
2. Радіус-вектор планети (тіла Сонячної системи) за рівні проміжки часу описує рівновеликі площі.
3. Квадрати зоряних періодів обертання планет відносяться, як куби великих півосей їхніх орбіт.

Кеплер відкрив їх шляхом аналізу спостережень руху Марса навколо Сонця, здійснених данським астрономом Тихо Браге. Кеплер зробив висновок, що інші тіла Сонячної Системи, включно з тими, що є далеко від Сонця, теж мають еліптичні орбіти. Другий закон показує, що коли планета є ближче до зірки, то вона переміщається швидше. Третій закон висловлює, що чим далі планета  від зірки, тим менша швидкість її орбіти і навпаки.
Ісаак Ньютон показав у 1687, що рахунки, такі як у Кеплера, співпадають з Сонячною Системою з малою похибкою, як наслідок його власних законів руху і закону всесвітнього тяжіння.

## Порівняння з роботою Коперника
Закони Кеплера покращили модель Коперника. Якщо не враховувати ексцентричності планетних орбіт, то Кеплер практично погоджувався з Коперником:
1. Орбіта планети є колом.
2. Сонце розташоване в центрі цього кола.
3. Швидкість планети на орбіті є сталою.

Хоча ексцентричність планетних орбіт у Сонячній системі невелика, наступні правила дають точніші наближення до реального руху планет, і закони Кеплера описують спостереження краще, ніж модель Коперника.
Поправки Кеплера не були очевидними:
1. Орбіта планети  є не колом, а еліпсом.
2. Сонце перебуває не в центрі кола, а в фокусі еліпса.
3. Ні лінійна швидкість, ні кутова швидкість планети не є сталою, але сталою є секторна швидкість.

Ексцентричність орбіти Землі призводить до того, що час від весняного до осіннього рівнодення (який становить приблизно 186 днів) не дорівнює часу від осіннього до весняного рівнодення (179 днів). Якби орбіта Землі була колом, то вісь через Сонце, паралельна екватору Землі (діаметр кола), ділила б орбіту на дві рівні частини. Але за спостереженнями ці частини відносяться як 186 : 179, тому ексцентриситет орбіти Землі приблизно дорівнює:
{\displaystyle e\approx {\frac {\pi }{4}}{\frac {186-179}{186+179}}\approx 0.015,}
що близько до справжнього значення (0,016710218). Щоб цей розрахунок був точним треба, щоб дві дати було вибрано уздовж малої осі еліптичної орбіти, а середини кожної половини були вздовж великої осі. Оскільки вибрані дати є рівноденнями, розрахунок буде точним, коли перигелій припадатиме на день сонцестояння. У сучасну епоху перигелій припадає на 4 січня, що досить близько до зимового сонцестояння (21-ого або 22-ого грудня), але не збігається з ним.

## Номенклатура
Зайняло 2 століття, щоб створилося сучасне формулювання закону Кеплера. "Елементи філософії Ньютона" Вольтера 1738 року була першою публікацією, в якій вживався термін "закон". "Біографічна енциклопедія астрономів", в її статті про Кеплера, стверджує, що термінологія закону, така яка вона відома нам зараз, була ще з часів Жозефа де Лаланда. Роберт Смол у "Підрахунку астрономічних відкриттів Кеплера" 1814 року ввів третій закон. Смол також вважав, що, попри історію, вони були науковими законами, основаними на індукції.
Термін "другий закон" є трохи неправильною назвою. Кеплер мав дві версії, пов'язані в якісному значенні: "закон відстані" і "закон площі". "Закон площі" й став другим законом з трьох, але Кеплер особисто не виділяв його так.

## Історія
Йоганн Кеплер вивів перші два свої закони про рух планет, аналізуючи астрономічні спостереження Тихо Браге. Кеплер вірив у модель Сонячної системи Коперника, яка вимагала колових орбіт, але він ніяк не міг підібрати коло Марсової орбіти, яке збігалося б із дуже точними спостереженнями Браге. Марс має найбільший ексцентриситет орбіти поміж усіх планет, крім Меркурія, тому його видимий рух відхиляється від кола найбільш помітно. Перші два закони Кеплера пояснювали таке відхилення.
Третій закон Кеплер вивів 1618 року, а опублікував 1619. 
У 1621-ому році Кеплер зазначив, що третій закон застосовується до 4 найяскравіших місяців Юпітера. Годфруа Венделін  у 1643-ому теж це зауважив. Другий закон, у формі «закона площ» заперечував Ніколас Меркатор у книжці 1664 року, але до 1670-го року його Філософські праці Королівського товариства були на його стороні[джерело?]. Через століття він був більше прийнятий. Рецензія в Німеччині змінилась значно після 1688, коли Ньютон видав Математичні начала натуральної філософії, і в 1690, коли Готфрід Лейбніц написав і видав роботу на Кеплера.
Ньютону завдячують розумінням того, що другий закон не є особливим тільки для закону оберненого квадрата тяжіння, оскільки він є наслідком лише радіальної природи цього закону, тоді як інші закони залежать від форми оберненого квадрата тяжіння. Карл Рунге та Вільгельм Ленц значно пізніше визначили принцип симетрії у фазовому просторі руху планет (діє ортогональна група O(4)), який пояснює перший і третій закони у випадку Ньютонівської гравітації, оскільки збереження кутового моменту відбувається через обертальну симетрію для другого закону.

## Формулювання
Математична модель кінематики планети, підпорядкованої законам, дозволяє проводити широкий спектр подальших розрахунків.

### Перший закон Кеплера

Орбітою кожної планети є еліпс, де в одному з його фокусів знаходиться Сонце.
Математично еліпс можна представити формулою:
{\displaystyle r={\frac {p}{1+\varepsilon \,\cos \theta }},}
де {\displaystyle {\displaystyle p}} – півдовжина хорди, яка перпендикулярна до великої осі і проходить через фокус (половина фокального параметру), ε – ексцентриситет еліпса, r – відстань від Сонця до планети, θ – кут до поточного положення планети від її найближчого наближення, якщо дивитися з Сонця. Отже (r, θ) – полярні координати.
Для еліпса: 0 < ε < 1 ; у граничному випадку, ε = 0 орбіта є колом з Сонцем у центрі (тобто де ексцентриситет нульовий).
При θ = 0°, перигелій, відстань мінімальна
{\displaystyle r_{\min }={\frac {p}{1+\varepsilon }}}
При θ = 90° і при θ = 270° відстань дорівнює {\displaystyle {\displaystyle p}}.
При θ = 180°, афелій, відстань максимальна (за визначенням, афелій – це є перигелій плюс 180°)
{\displaystyle r_{\max }={\frac {p}{1-\varepsilon }}}
Велика піввісь a — середнє арифметичне між rmin і rmax:
{\displaystyle {\begin{aligned}r_{\max }-a&=a-r_{\min }\\[3pt]a&={\frac {p}{1-\varepsilon ^{2}}}\end{aligned}}}
Половина фокального параметру р є середнім гармонічним між rmin і rmax:
{\displaystyle {\begin{aligned}{\frac {1}{r_{\min }}}-{\frac {1}{p}}&={\frac {1}{p}}-{\frac {1}{r_{\max }}}\\[3pt]pa&=r_{\max }r_{\min }=b^{2}\,\end{aligned}}}
Мала піввісь b є середнім геометричним між rmin і rmax:
{\displaystyle {\begin{aligned}{\frac {r_{\max }}{b}}&={\frac {b}{r_{\min }}}\\[3pt]b&={\frac {p}{\sqrt {1-\varepsilon ^{2}}}}\end{aligned}}}
Ексцентриситет ε - це коефіцієнт варіації між rmin і rmax:
{\displaystyle \varepsilon ={\frac {r_{\max }-r_{\min }}{r_{\max }+r_{\min }}}.}
Площа еліпса дорівнює:
{\displaystyle A=\pi ab.}

Окремим випадком є ε = 0, коло, в результаті чого r = p = rmin = rmax = a = b і A = πr2.

### Другий закон Кеплера

Радіус-вектор планети (тіла Сонячної системи) за рівні проміжки часу описує рівновеликі площі.
Лінійна швидкість руху планети неоднакова в різних точках її орбіти: що ближча планета до Сонця, то більша її швидкість. Швидкість руху планети у перигелії найбільша, а в афелії — найменша. Однак площа, яку «замітає» радіус-вектор за певний проміжок часу, не залежить від того, в якій частині орбіти перебуває планета. Площа, яку «замітає» радіус вектор за одиницю часу називається секторною (сегментною) швидкістю.
Таким чином, другий закон Кеплера кількісно визначає зміну швидкості руху планети орбітою.
З погляду класичної механіки, другий закон Кеплера є проявом закону збереження моменту імпульсу.

### Третій закон Кеплера
Квадрати зоряних періодів обертання планет відносяться, як куби великих півосей їхніх орбіт.
На відміну від двох перших законів Кеплера, що стосуються властивостей орбіти кожної окремо взятої планети, третій закон пов'язує властивості орбіт різних планет між собою. Якщо сидеричні періоди обертання двох планет {\displaystyle T_{1}} та {\displaystyle T_{2}}, а довжини великих півосей їхніх орбіт, відповідно, {\displaystyle a_{1}} та {\displaystyle a_{2}}, то виконується співвідношення:
{\displaystyle \left({\frac {T_{1}}{T_{2}}}\right)^{2}=\left({\frac {a_{1}}{a_{2}}}\right)^{3}.}
Цей закон Кеплера пов'язує середні відстані планет від Сонця з їхніми зоряними періодами обертання і надає змогу встановити відносні відстані планет від Сонця, інакше кажучи, дає змогу подати великі півосі всіх планетних орбіт в одиницях великої півосі земної орбіти.
Велику піввісь земної орбіти взято за астрономічну одиницю відстаней, але її абсолютне значення було визначено пізніше, лише у XVIII столітті.
Відношення кубу півосі до квадрата періоду обертання є сталою для всіх планет Сонячної системи і залежить лише від маси Сонця і гравітаційної сталої, як довів пізніше Ньютон:
{\displaystyle {\frac {a_{1}^{3}}{T_{1}^{2}}}={\frac {GM_{\bigodot }}{4\pi ^{2}}}}.
Таким чином, це співвідношення дає можливість визначити масу Сонця.
| Планета  | Середня віддаль до Сонця (AU) | Період (Т) | {\textstyle {\frac {R^{3}}{T^{2}}}} (10-6 AU3/день2) |
| -------- | ----------------------------- | ---------- | ---------------------------------------------------- |
| Меркурій | 0.389                         | 87.77      | 7.64                                                 |
| Венера   | 0.724                         | 224.70     | 7.52                                                 |
| Земля    | 1                             | 365.25     | 7.50                                                 |
| Марс     | 1.524                         | 686.95     | 7.50                                                 |
| Юпітер   | 5.20                          | 4332.62    | 7.49                                                 |
| Сатурн   | 9.510                         | 10759.2    | 7.43                                                 |

Для порівняння, ось сучасні приближення:
| Планета  | Середня віддаль до Сонця (AU) | Період (Т) | {\textstyle {\frac {R^{3}}{T^{2}}}} (10-6 AU3/день2) |
| -------- | ----------------------------- | ---------- | ---------------------------------------------------- |
| Меркурій | 0.38710                       | 87.9693    | 7.496                                                |
| Венера   | 0.72333                       | 224.7008   | 7.496                                                |
| Земля    | 1                             | 365.2564   | 7.496                                                |
| Марс     | 1.52366                       | 686.9796   | 7.495                                                |
| Юпітер   | 5.20336                       | 4332.8201  | 7.504                                                |
| Сатурн   | 9.53707                       | 10775.599  | 7.498                                                |
| Уран     | 19.1913                       | 30687.153  | 7.506                                                |
| Нептун   | 30.0690                       | 60190.03   | 7.504                                                |

## Прискорення планет
Ісаак Ньютон у "Математичні начала натуральної філософії" обчислив прискорення планети, що рухається згідно з першим і другим законом Кеплера.
1. Напрямок прискорення – у бік Сонця.
2. Величина прискорення обернено пропорційна квадрату відстані планети від Сонця (закон зворотних квадратів).

Це означає, що Сонце може бути фізичною причиною прискорення планет. Однак Ньютон стверджує у своїх Принципах, що він розглядає сили з математичної, а не фізичної точки зору, отже приймаючи інструменталістську точку зору. Більше того, він не приписує це силі тяжіння.
Ньютон визначив силу, що діє на планету, як добуток її маси та прискорення (див. закони руху Ньютона). Тому:
1. Кожна планета притягується до Сонця.
2. Сила, що діє на планету, прямо пропорційна масі планети і обернено пропорційна квадрату її відстані від Сонця.

Сонце грає несиметричну роль, що невиправдано. Так він припустив, у законі всесвітнього тяжіння Ньютона:
1. Усі тіла Сонячної системи притягуються одне до одного.
2. Сила між двома тілами прямо пропорційна добутку їх мас і обернено пропорційна квадрату відстані між ними.

Оскільки маси планет малі порівняно з масою Сонця, орбіти приблизно відповідають законам Кеплера. Модель Ньютона покращує модель Кеплера і точніше відповідає реальним спостереженням. (Див. задачу двох тіл.)

## Відхилення від законів Кеплера
З погляду фізики, закони Кеплера описують рух матеріальної точки навколо нерухомого центра мас у межах ньютонівської теорії гравітації. Насправді на рух планети впливає сила тяжіння не лише з боку Сонця, а й з боку інших планет. Сонце має скінченну масу, а отже центр Сонця також рухається внаслідок тяжіння планет. Крім того, ньютонівська теорія не враховує ефекти, які можна розрахувати лише у рамках загальної теорії відносності. Перелічені фактори призводять до збурень — невеликих відхилень фактичного руху планет від законів Кеплера.